# Inuit Ataqatigiit
Inuit Ataqatigiit (i daglig tale IA), er et politisk parti i Grønland, der blev dannet som gruppe i november 1976 og etableret som et egentligt parti i 1978. Navnet består af de grønlandske ord for henholdsvis "mennesker" og "sammenhold" og kan gengives på dansk som "folkefællesskabet".
Partiet er i sin grundholdning socialistisk, og udgør den yderste venstrefløj i grønlandsk politik. Det arbejder for grønlændernes krav om anerkendelse som et selvstændigt folk med ret til eget land samt lige muligheder og vilkår for alle i det grønlandske samfund. IA er desuden aktiv i det internationale samarbejde blandt inuit og støtter kampen for de oprindelige folks rettigheder, sådan som det kommer til udtryk i FN.
Ved valget til Grønlands Landsting 2014 fik partiet 9.783 af de afgivne stemmer, hvilket svarer til 33,2 pct. af de afgivne stemmer og 11 mandater, hvilket svarer til status quo fra det foregående valg i 2013.
Efter valget i 2002 indgik IA en koalitionsaftale med partiet Siumut og dannede landsstyre (regering), hvor partiet fik tre af syv pladser i Landstinget. Efter valget 15. november 2005 indgik partiet den 25. november 2005 en koalitionsaftale under overskriften "Fælles ansvar og samarbejde" med partiet Siumut og Atassut. Ud af landsstyrets otte landsstyreområder besatte IA to områder. Ud over Josef Motzfeldt, der fortsatte som landsstyremedlem for Finanser og Udenrigsanliggender, udpegedes Asii Chemnitz Narup som Landsstyremedlem for Sundhed og Miljø.
30. april 2007 trådte IA ud af koalitionen som konsekvens af grundlæggende uenighed med koalitionspartnerne om kvoter for rejefiskeri. IA fastholdt, at fiskeriet – som er en af landets væsentligste indtægtskilder – skulle holdes på et biologisk bæredygtigt niveau, mens Siumut og Atassut alene ville tage hensyn til fiskerierhvervets aktuelle økonomiske situation.
Partiet fik for første gang valgt en repræsentant til det danske Folketing ved folketingsvalget den 20. november 2001, hvor partiet var repræsenteret af Kuupik Kleist, der var medlem af Den Nordatlantiske Gruppe i
Folketinget til 2007.
Juliane Henningsen blev efter folketingsvalget den 13. november 2007 partiets næste repræsentant i Folketinget.
Juliane Henningsen genopstillede ikke til folketingsvalget i 2011, i stedet blev Sara Olsvig valgt til at repræsentere IA i Folketinget med over 8000 personlige stemmer. Hun trådte tilbage og overlod pladsen til Johan Lund Olsen. Siden folketingsvalget i 2015 er IA repræsenteret af Aaja Chemnitz Larsen.
Múte B. Egede har været formand for partiet siden december 2018.

## I regering igen i 2016
IA indgik efter en regeringsomdannelse i november 2016 i en koalitionsregering med deltagelse af Siumut og Naleraq under ledelse af landsstyreformand Kim Kielsen.
IA deltager i ledelsen af Naalakkersuisut med følgende
Sara Olsvig Naalakkersuisoq for Sociale Anliggender, Familie, Ligestilling og Justitsvæsen. Hun er samtidig første vicelandsstyreformand
Aqqaluaq B. Egede Naalakkersuisoq for Finanser og Skatter, finansminister
Agathe Fountain Naalakkersuisoq for Sundhed og Nordisk Samarbejde
Múte B. Egede Naalakkersuisoq for Råstoffer & Naalakkersuisoq for Kommuner, Bygder, Yderdistrikter, Infrastruktur og Boliger

## Kommuner
Ved kommunalreformen 2013 blev de grønlandske kommuner reduceret til 4. Sermersooq Kommune er den største både med hensyn til indbyggertal og til areal. IA fik ved kommunevalget 2013 8 mandater og dannede flertal med Demokraterne. Borgmester i Sermersooq er Assi Chemnitz Narup. Hun er valgt for IA og medlem af partiets hovedbestyrelse.

## Formænd
Disse personer har været formænd for IA:
- Aqqaluk Lynge 1978 – 1993
- Johan Lund Olsen 1993 – 1994
- Josef Motzfeldt 1994 – 2007
- Kuupik V. Kleist 2007 – 2014
- Sara Olsvig 2014 – 2018
- Múte Bourup Egede 2018 –

## Hovedbestyrelse (februar 2025)
- Múte B. Egede, Siulittaasoq / Formand
- Aqqaluaq B. Egede, Siulittaasup tullia, naalakkersuinikkut pissutsinut akisussaasoq / politisk næstformand
- Nivi Heilmann Efraimsen, Siulittaasup tullia, ataqatigiissaarisoq / organisatorisk næstformand
- Aqqalukkuluk Fontain, Ilaasortaq, Inuusuttut Ataqatigiit sinnerlugu / bestyrelsesmedlem på vegne af IA Ungdom
- Juliane Aronsen, Ilaasortaq, Inuusuttut Ataqatigiit sinnerlugu / bestyrelsesmedlem på vegne af IA Ungdom
- Regine N. Bidstrup, Avannaata Kommuniani IA sinnerlugu siulersuisuni ilaasortaq / Medlem af bestyrelsen for IA i Avannaata Kommunia
- Aannguaq René Hansen, Kommune Qeqertalimmi IA sinnerlugu siulersuisuni ilaasortaq / Medlem af bestyrelsen for IA i Kommune Qeqertalik
- Bendt B. Kristiansen, aningaaserisoq / kasserer
- Juliane Enoksen, Qeqqata Kommuniani IA sinnerlugu siulersuisuni ilaasortaq / Medlem af bestyrelsen for IA i Qeqqata Kommunia
- Ludvig Larsen, Kommuneqarfik Sermersuumi IA sinnerlugu siulersuisuni ilaasortaq / Medlem af bestyrelsen for IA i Kommuneqarfik Sermersooq
- Pipaluk Jakobsen Larsen, Kommune Kujallermi IA sinnerlugu siulersuisuni ilaasortaq / Medlem af bestyrelsen for IA i Kommune Kujalleq
- Anda Berthelsen, Inoqarfiit minnerit sinnerlugit siulersuisuni ilaasortaq / Medlem af bestyrelsen på vegne af de mindre bosteder
- Pipaluk Lynge, Siulersuisuni ilaasortaq / bestyrelsesmedlem

## Valgresultater

### Grønlands Landsting(Inatsiartut)
| Valgår | # af stemmer | % af stemmerne | # af valgte mandater | ±  |
| ------ | ------------ | -------------- | -------------------- | -- |
| 1979   | 813          | 4.4 (#4)       | 0 / 21               | Ny |
| 1983   | 2,612        | 10.6 (#3)      | 2 / 26               | 2  |
| 1984   | 2,732        | 12.1 (#3)      | 3 / 25               | 1  |
| 1987   | 3,823        | 15.3 (#3)      | 3 / 26               | 0  |
| 1991   | 4,848        | 19.4 (#3)      | 5 / 27               | 2  |
| 1995   | 5,180        | 20.3 (#3)      | 6 / 31               | 1  |
| 1999   | 6,214        | 22.1 (#3)      | 7 / 31               | 1  |
| 2002   | 7,244        | 25.3 (#2)      | 8 / 31               | 1  |
| 2005   | 6,517        | 22.6 (#3)      | 7 / 31               | 1  |
| 2009   | 12,457       | 43.7 (#1)      | 14 / 31              | 7  |
| 2013   | 10,374       | 34.4 (#2)      | 11 / 31              | 3  |
| 2014   | 9,783        | 33.2 (#2)      | 11 / 31              | 0  |
| 2018   | 7,478        | 25.5 (#2)      | 8 / 31               | 3  |
| 2021   | 9,912        | 37.4 (#1)      | 12 / 31              | 4  |
| 2025   | 6.119        | 21.4 (#3)      | 7 / 31               | 5  |

### Folketinget
| År   | # af alle stemmer | % af stemmerne | % af grønlandske stemmer      | # af mandater vundet tilsammen | # af Grønlandske mandater vundet | ±  |
| ---- | ----------------- | -------------- | ----------------------------- | ------------------------------ | -------------------------------- | -- |
| 1984 | 2,972             |                | 13.9 (#3)                     | 0 / 179                        | 0 / 2                            | Ny |
| 1987 | 2,001             |                | 12.5 (#3)                     | 0 / 179                        | 0 / 2                            | 0  |
| 1988 | 3,628             |                | 17.3 (#3)                     | 0 / 179                        | 0 / 2                            | 0  |
| 1990 | 3,281             |                | 17.0 (#3)                     | 0 / 179                        | 0 / 2                            | 0  |
| 1998 | 4,988             |                | 21.4 (#3)                     | 0 / 179                        | 0 / 2                            | 0  |
| 2001 | 7,172             |                | 30.8 (#1)                     | 1 / 179                        | 1 / 2                            | 1  |
| 2005 | 5,774             |                | 25.5 (#2)                     | 1 / 179                        | 1 / 2                            | 0  |
| 2007 | 8,068             |                | 32.5 (#1) (Sammen med Siumut) | 1 / 179                        | 1 / 2                            | 0  |
| 2011 | 9,780             |                | 42.7 (#1)                     | 1 / 179                        | 1 / 2                            | 0  |
| 2015 | 7,904             |                | 38.5 (#1)                     | 1 / 179                        | 1 / 2                            | 0  |